# Kristadelfijanci
Kristadelfijanci (angleško Christadelphians, »bratje in sestre v Kristusu«) so krščanska skupina ustanovljena sredi 19. stoletja v Združenem kraljestvu in v Severni Ameriki.
Svojo vero utemeljujejo izključno z Biblijo in zanikajo, da bi bilo katerokoli drugo besedilo »navdihnjeno od Boga«. Po njihovi razlagi sta Bog oče in Jezus ločeni bitji, Sveti duh pa je božja sila, ki je ustvarila svet in ima moč odrešenja - torej zavračajo katoliški koncept Svete Trojice.